# Lutkówka (województwo mazowieckie)

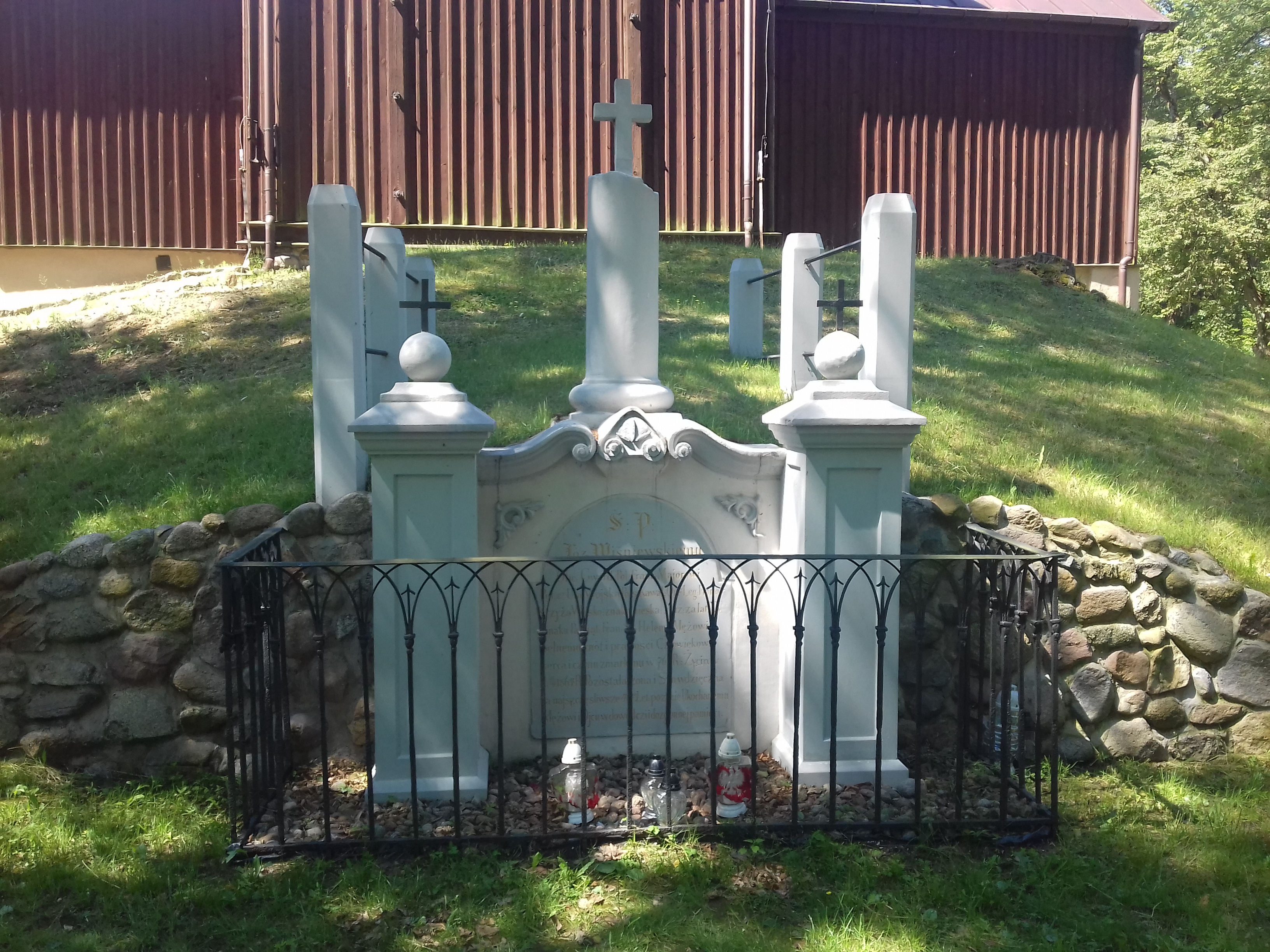
Nagrobek majora Józefa Wiśniewskiego

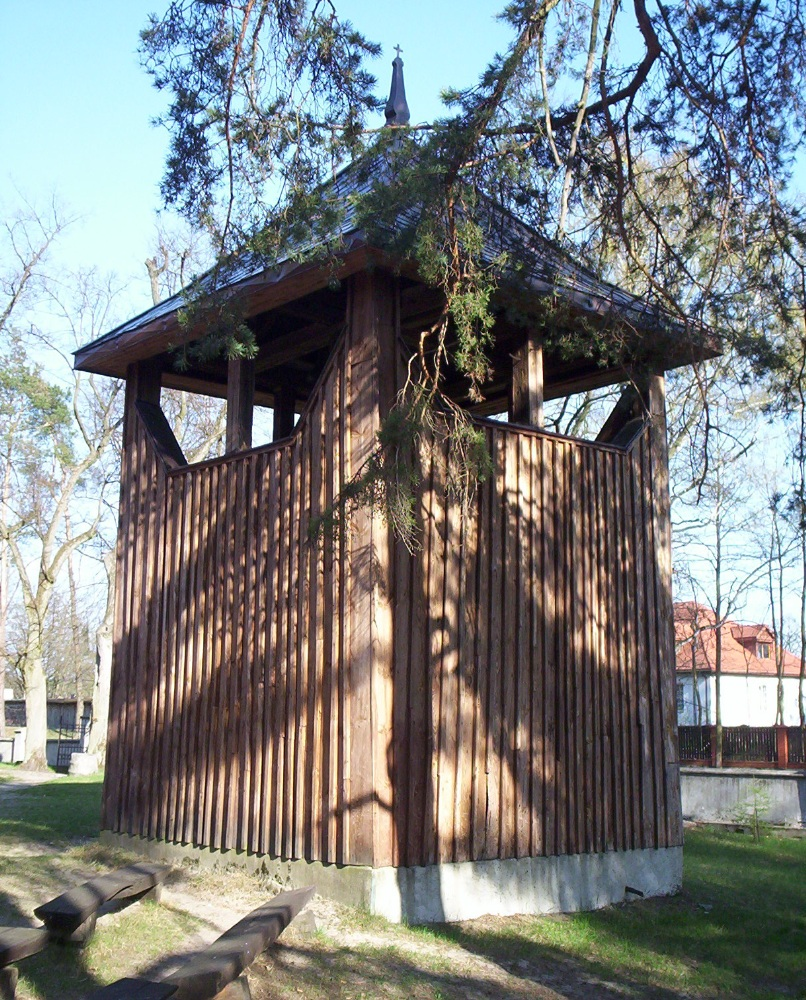
Drewniana dzwonnica przy kościele

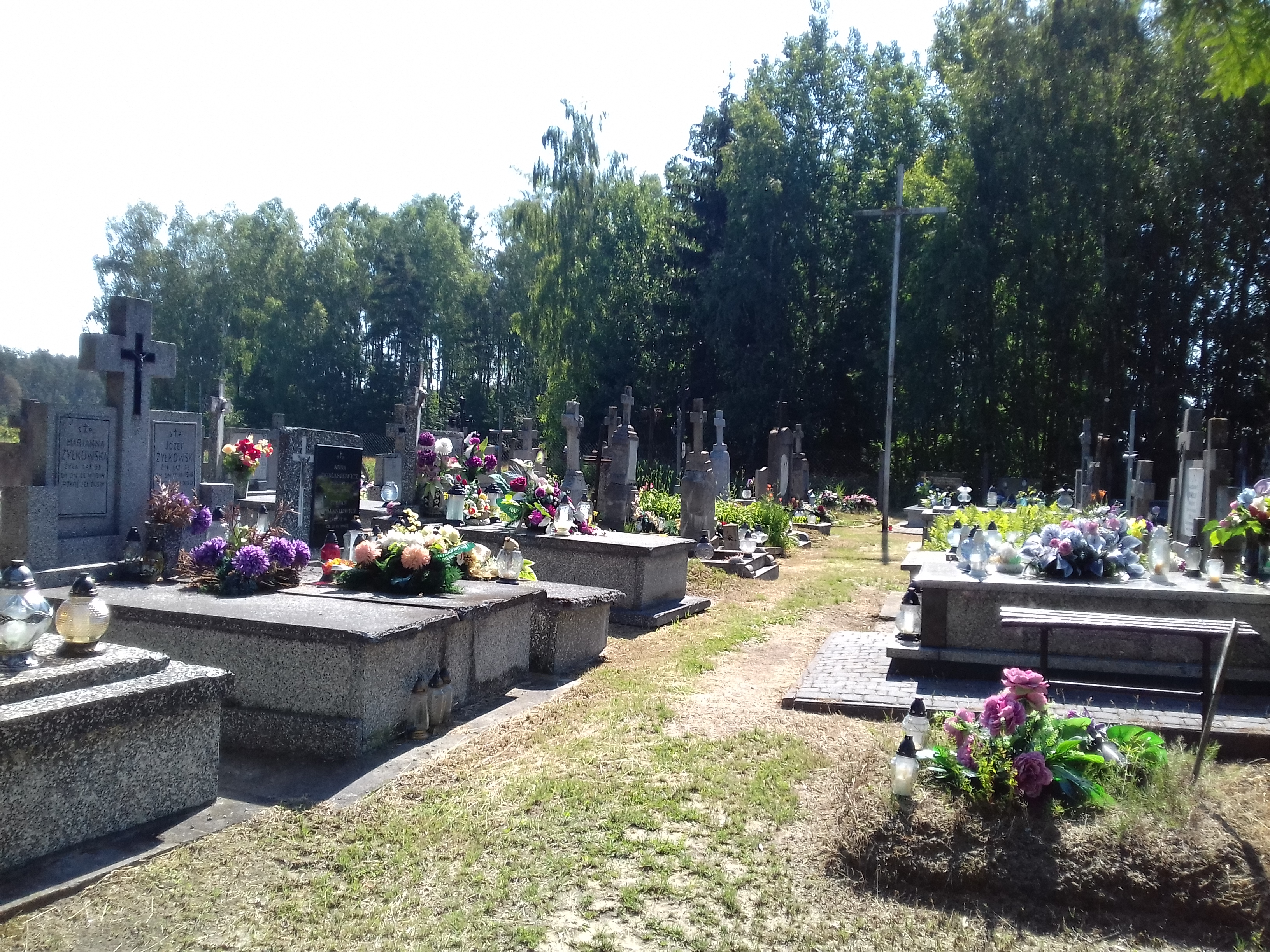
Cmentarz mariawicki

Lutkówka – wieś w Polsce położona w województwie mazowieckim, w powiecie żyrardowskim, w gminie Mszczonów. Ma status sołectwa.
Wieś szlachecka położona była w drugiej połowie XVI wieku w powiecie tarczyńskim ziemi warszawskiej województwa mazowieckiego. W latach 1975–1998 miejscowość położona była w województwie skierniewickim.
Na terenie wsi znajduje się drewniany rzymskokatolicki kościół parafialny pw. Trójcy Świętej, zaliczany do najstarszych drewnianych obiektów sakralnych na Mazowszu. Obecny budynek kościoła został wzniesiony w 1744 roku, wnętrze barokowe.
Innym godnym wzmianki budynkiem w Lutkówce jest dom parafialny z początków XX wieku.
Na cmentarzu i terenie przykościelnym zachowało się kilka zabytkowych nagrobków, m.in. nagrobek żołnierza napoleońskiego mjr. Józefa Wiśniewskiego - właściciela dóbr Nosy-Poniatki. Pochowano tu także kilku żołnierzy WP rozstrzelanych przez Niemców 9 IX 1939 pod murem cmentarnym oraz ofiary terroru hitlerowskiego rozstrzelane 25 czerwca 1943 i w marcu 1944 r., ekshumowane po wojnie z miejsc gdzie były pogrzebane po egzekucjach. 
Lutkówkę zamieszkuje również niewielka diaspora Kościoła Starokatolickiego Mariawitów, tworząca samodzielną parafię. Kościół parafialny tej wspólnoty pw. Trójcy Przenajświętszej znajduje się w pobliskich Nosach-Poniatkach. W Lutkówce, przy drodze do Chudolipia, na granicy z Nosami-Poniatkami znajduje się cmentarz mariawicki.

## Zagospodarowanie terenu i środowisko przyrodnicze
Przeważającą część terenu wsi zajmują grunty orne (uprawa głównie zbóż i porzeczki czarnej) oraz sady (głównie jabłoniowe). Istnieje też kilka zwartych kompleksów leśnych – las mieszany z przewagą drzew iglastych, dominują sosny i brzozy.
Na terenie wsi często spotyka się wędrujące sarny, rzadziej lisy, borsuki i dziki. Głównym przedstawicielem zamieszkującego teren wsi ptactwa łownego jest bażant.
Oprócz tego na wiosnę i na jesieni teren wsi odwiedzają migrujące dzikie gęsi i bociany, nie stwierdzono jednak miejscowych gniazdowisk.

## Miejscowości o podobnej nazwie
- Lutkówka (województwo łódzkie)
- Lutkowo
- Lutkówka Druga
- Lutkówka-Kolonia